# أفعى دينيك
أفعى دينيك أو أفعى دينيكي هو نوع من الأفعاوات التي تنتمي لمجموعة الثعابين السامة التي  تعيش  بشكل عام في منطقة جبال القوقاز؛ في الاجزاء التي تتواجد في روسيا، جورجيا،  وأذربيجان. لم يتم التعرف على تصنيف أي أنواع فرعية لهذا النوع من الأفاعي في الوقت الحالي.

## الأسماء الشائعة
أفعى دينيك، أفعى دينيكي، أفعى جبال الألب القوقازية.

## علم أصول الكلمات
الاسم المحدد لهذه الأنواع من الأفاعي، دينيك، هو اسم أطلق عليها تكريما وتقديرا لعالم الزواحف والبرمائيات الروسي نيكولاي ياكوفليفيتش دينيك.

## الوصف
فحص أورلوف وتونييف (1990) مجموعة من هذا النوع من الأفاعي في روسيا، وكان عدد الأفاعي في المجموعة 49 أفعى؛ كان عدد الذكور في المجموعة 29 فردا، وكان معدل طول الذكور الكلي (الجسم + الذيل) يصل إلى حوالي 41.2 سنتيمتر (16.2 بوصة)، وهو مقياس طول أكبر حجما من طول الإناث. من بين 20 فردا من الإناث في المجموعة؛ كانت أطول أنثى وصل طولها إلى حوالي 48.6 سنتيمتر (19.1 بوصة) . 

## النطاق الجغرافي
تنتشر أفاعي دينيك في المناطق التي تتواجد في روسيا (منطقة جبال القوقاز العظمى)، وجورجيا (الحوض الجبلي العالي لنهر إنغوري)، ويمتد نطاق تواجدها شرقًا إلى دولة أذربيجان.
وفقًا لنيكولسكي (1916)؛ التواجد المحلي النمطي لهذا النوع هو «الروافد العليا من نهر مالايا لابا 8000 قدم [2438 م] فوق مستوى سطح البحر، وسفانيتيا، 7000 قدم [2134 م] فوق مستوى سطح البحر.» وفقا لنيلسون (1995)، فيدميدرييا (1986)، ومن خلال فحص التواجد المحلي النمطي لنوع أفاعي دينيك؛ فإن تواجد هذه الأفاعي ينحصر في «ملايا لابا». أعطى أورلوف وتونييف (1990) موقع التواجد المحلي النمطي لهذه الأفاعي، على أنه «الروافد العليا لنهر مالايا لابا مالا أو ملايا لابا (معنى الاسم: النهر الصغير)، في شمال القوقاز». 

## حالة الحفظ
يصنف هذا النوع من الأفاعي على أنه نوع من الأفاعي المهددة بالانقراض وفقًا لـ IUCN وذلك حسب المعايير التالية: B1ab (iii، v) (v3.1، 2009). ويدل هذا على أن أفراد هذه الأفاعي تعيش في منطقة مجزأة بشدة عبر مدى مساحة تقدر بأقل من 20,000 كم 2 . كما ومن المتوقع الاستمرارية في انخفاض حجم الموائل التي تعيش فيها هذه الأفاعي أو الانخفاض في جودتها، ومن المتوقع أيضا استمرارية انخفاض أعدادها.